# Astronomisk Selskab
Astronomisk Selskab stiftedes i 1916 og er en dansk forening for amatørastronomer, professionelle astronomer og andre, der interesserer sig for astronomi. Foreningen tæller i dag godt 700 medlemmer fordelt over hele landet og har som formål at virke for udbredelsen af kendskab til og interesse for astronomi og astronomisk forskning. Foreningen udgiver bladet Kvant, der udkommer 4 gange om året.

## Ekstern henvisning
- Foreningens hjemmeside